# Falsoterinaeopsis rondoni
Falsoterinaeopsis rondoni – gatunek chrząszcza z rodziny kózkowatych i podrodziny zgrzypikowych. Jedyny przedstawiciel rodzaju Falsoterinaeopsis.

## Zasięg występowania
Gatunek ten występuje w Laosie.